# 马罗勒莱布罗
马罗勒莱布罗（法語：Marolles-les-Braults，法語發音：[maʁɔl le bʁo]）是法国萨尔特省的一个市镇，属于马梅尔斯区。2019年，市镇迪塞苏巴隆并入马罗勒莱布罗。

## 地理
马罗勒莱布罗（48°15'8"N, 0°18'51"E）面积24.19 平方千米，位于法国卢瓦尔河地区大区萨尔特省，该省份为法国西北部内陆省份，北起顺时针与奥恩省、厄尔-卢瓦省、卢瓦-谢尔省、安德尔-卢瓦尔省、曼恩-卢瓦尔省和马耶讷省接壤，是法国大西部的入口，连接卢瓦尔河谷、布列塔尼和巴黎盆地。
与马罗勒莱布罗接壤的市镇（或旧市镇、城区）包括：索努瓦地区阿韦讷、珀赖、圣艾尼昂、梅济耶尔叙蓬图安、当热勒、库尔甘。
马罗勒莱布罗的时区为UTC+01:00、UTC+02:00（夏令时）。

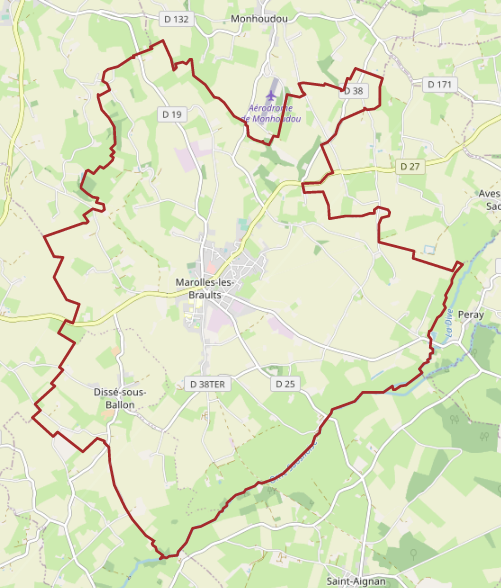
马罗勒莱布罗的OSM定位图

## 行政
马罗勒莱布罗的邮政编码为72260，INSEE市镇编码为72189。

## 政治
马罗勒莱布罗所属的省级选区为马梅尔斯县。

## 人口

1962-2008年间马罗勒莱布罗人口变化图示

马罗勒莱布罗于2022年1月1日时的人口数量为2038人。